# Paweł Pawłowski
Paweł Pawłowski (ur. 3 marca 1982) – polski koszykarz, olimpijczyk z Tokio.
W latach 2020–2021 reprezentował klub Decka Pelplin.
Na Letnich Igrzyskach Olimpijskich 2020 w Tokio reprezentował Polskę w koszykówce 3x3